# 한강운수
한강운수는 서울특별시 양천구 신정로7길 17 (신정동)에 있는 서울특별시의 마을버스 업체이다. 계열사로는 서울특별시의 시내버스 업체인 오케이버스, 신흥운수를 비롯하여, 서울특별시의 마을버스 업체인 한빛운수, 은성운수, 양정운수가 있다.

## 연혁
- 1990년대 초반: 우성마을버스 설립과 함께 영등포마을 16-2번 운행 시작
- 1990년대 후반: 영등포마을 16-2번 계통을 우성아파트·신풍역 방면으로 분리
- 2000년대 초반: 영등포마을 16-2번 우성아파트 방면 노선 영등포마을 16번으로 변경
- 2000년대 초반: 영등포마을 16-2번 기점을 보라매역으로 연장
- 2004년 7월 1일: 오케이버스 컨소시엄에 합류
- 2016년 8월 17일: 오케이버스 계열사 한강운수로 재창립
- 2016년 9월 12일: 오케이버스 지선버스 6650, 6651번이 마을버스 영등포12, 13번으로 전환됨에 따라 본 회사에서 운행.

## 운행 노선
- ● 영등포12번: 신도림역 ~ 당산역 (구 영등포마을 16번, 6650번)
- ● 영등포13번: 대방천사거리 ~ 영등포역 (구 영등포마을 16-2번, 6651번)

## 보유 차종
NEW BS090, 그린시티

## 같이 보기
- 한빛운수